# Екатерина Клевская
Екатерина Клевская (Catherine de Clèves; 1548—1633) — французская аристократка, дочь Франсуа Клевского, герцога Неверского, наследница княжества Шато-Рено, графств Бофор и Э. Жена Генриха де Гиза

## Биография
Её первым мужем (1560) был принц де Порсьен из рода де Крой. Вслед за его смертью ещё весьма юная Екатерина три года носила траур, после чего вступила в повторный брак с главой могущественного клана Гизов — Генрихом Меченым.
Хотя Екатерина родила Гизу 14 детей и неизменно сохраняла верность католической партии, в историю вошла её любовная связь с королевским миньоном Сен-Мегреном. Герцог де Гиз застал супругу, когда она писала письмо Сен-Мегрену. В ту же ночь обидчик был убит на выходе из Лувра, как предполагают, по приказу другого Гиза, герцога де Майенна. Эти события легли в основу пьесы А. Дюма «Двор Генриха III».
После убийства мужа и обращения Генриха Наваррского в католичество Екатерина Клевская сделала всё возможное для примирения своих сыновей с Бурбонами, чем обеспечила им блестящую карьеру при новом царствовании. Один из её сыновей стал архиепископом Реймсским. Отныне жизнь Екатерины Клевской была посвящена заботам о детях, и в первую очередь о любимой дочери Луизе-Маргарите.
Поскольку Луиза-Маргарита была преданной подругой королевы Марии Медичи, после гибели Генриха IV престарелая герцогиня де Гиз сохраняла почётное место в свите королевы-матери, поощряла все интриги против кардинала Ришельё и вместе с нею была удалена в Блуа. После «дня одураченных» и смерти дочери уехала в новопостроенный дворец в Э, где умерла в возрасте 85 лет. Свою вторую наследственную вотчину, Бофор, Екатерина продала королевской фаворитке Габриэль д’Эстре. Похоронена она в Э подле своего знаменитого супруга.

## Дети
- Шарль I (2 августа 1571 — 30 сентября 1640), 4-й герцог де Гиз.
- Генрих (1572—1574).
- Екатерина (1573—1573).
- Луи (22 января 1575 — 21 июня 1621), кардинал де Гиз, архиепископ Реймский.
- Карл (1576—1576).
- Мария (1577—1582).
- Клод (1578 — 24 января 1657), герцог де Шеврёз — супруг герцогини де Шеврёз (декабрь 1600 — 12 августа 1679).
- Екатерина (1579 — июнь 1579).
- Кристина (1580—1580).
- Франсуа (1581—1582).
- Рене (1585—1626).
- Жанна (1586—1638).
- Луиза Маргарита (1588—1631), первый муж (с 1605) — принц Франсуа де Бурбон-Конти (19 августа 1558 — 3 августа 1614); второй муж (тайный брак) — Франсуа де Бассомпьер (12 апреля 1579 — 12 октября 1646), маршал Франции.
- Франсуа Александр (1589—1614).